# El Pastor de Iberia
El Pastor de Iberia es una novela pastoril española, publicada en Sevilla en 1591. Su autor fue Bernardo de la Vega, gentilhombre andaluz, quien la dedicó a Juan Téllez Girón, Duque de Duque de Osuna y Conde de Ureña.
La obra está dividida en cuatro libros. Su protagonista, que inspira el título, es el pastor Filardo, quien es perseguido por sospechas de homicidio. Arrestado por el alguacil de la aldea donde vive, se libra por el favor de dos padrinos que tiene en Sevilla y se embarca en Sanlúcar de Barrameda. En las islas Canarias es prendido nuevamente y le libera la intervención de otro familiar. El amor de Filardo es la pastora Marfisa. Ambos enamorados llenan la obra con sus versos, y Filardo hace en ellos hincapié en la mitología y en la historia, citando a Platón, Antonio de Nebrija y el Concilio de Trento. 
Miguel de Cervantes, en el escrutinio de la biblioteca de Don Quijote de la Mancha (Primera Parte, capítulo VI), condenó al fuego El Pastor de Iberia. El comentarista Diego Clemencín criticó acerbamente el lenguaje de la obra, diciendo que era malo, trocaba los tiempos verbales y contenía solecismos. 